# Mesoleius pertinax
Mesoleius pertinax là một loài tò vò trong họ Ichneumonidae.